# FC Infonet Tallinn
FC Infonet Tallinn a fost un club de fotbal din Estonia, din orașul Tallinn, care a jucat în Meistriliiga. Clubul a dispărut în 2018, pentru că cei de la FC Levadia Tallinn le-a propus să fuzioneze și de-a forma împreună un club puternic. Potrivit presei Postimees, clubul mixt se va numi FCI Levadia, în timp ce „fuziunea” este doar o expresie de fațadă. De fapt, Infonet va închide clubul și părțile sale valoroase vor fi comasate cu FC Levadia.  

## Statistici

### Liga și Cupa
| Liga estonă  | Sezon | Total cluburi | Poziția terminată | Puncte | V – E – P   | Goluri | Cupa        | Supercupa   |
| ------------ | ----- | ------------- | ----------------- | ------ | ----------- | ------ | ----------- | ----------- |
| Esiliiga     | 2011  | 10            | 2                 | 68     | 19 – 11 – 6 | 101    | Turul 3     |             |
| Esiliiga     | 2012  | 10            | 1                 | 83     | 26 – 5 – 5  | 94     | Turul 3     |             |
| Meistriliiga | 2013  | 10            | 6                 | 38     | 10 – 8 – 18 | 36     | Optimi      |             |
| Meistriliiga | 2014  | 10            | 5                 | 66     | 19 – 9 – 8  | 80     | Semifinale  |             |
| Meistriliiga | 2015  | 10            | 4                 | 62     | 17 – 11 – 8 | 50     | Optimi      |             |
| Meistriliiga | 2016  | 10            | 1                 | 80     | 24 – 8 – 4  | 74     | Turul 3     |             |
| Meistriliiga | 2017  | 10            | 4                 | 65     | 20 – 5 – 1  | 103    | Câștigători | Câștigători |
| II liiga     | 2018  | 14            | 2                 | 57     | 18 – 3 – 5  | 71     | Sferturi    |             |

### Palmares
| Național | Liga estonă   | Divizia  | Cea mai bună clasare | Sezoane |
| -------- | ------------- | -------- | -------------------- | ------- |
| Național | Meistriliiga  | prima    | Campioni             | 2016    |
| Național | Esiliiga      | a doua   | Campioni             | 2012    |
| Național | Esiliiga      | a doua   | Locul 2 :            | 2011    |
| Național | Cupa Estoniei | Finala : | Câștigători          | 2017    |
| Național | Supercupa     | Finala : | Câștigători          | 2017    |

### Finale
| 2017 | Infonet | 2 - 0 | Tammeka | 2017 | Infonet | 5 - 0 | Flora |